# Capital City 300 1966
Capital City 300 1966 var ett stockcarlopp ingående i Nascar Grand National Series (nuvarande Nascar Cup Series) som kördes 11 september 1966 på den 0,5 mile (805 meter) långa ovalbanan Atlantic Rural Fairgrounds i Richmond i Virginia. Totalt avverkades 150 miles (241,401 km) fördelat på 300 varv. Banunderlaget var dirt. Loppet vanns av David Pearson i en Dodge på tiden 2:23.07 körande för Cotton Owens. Pearsons snitthastighet var 62,886 mph. Han var vid målgång ensam förare på ledarvarvet, fem varv före tvåan Buck Baker Prispotten uppgick till 11 610 dollar, varav 2 350 dollar gick till segraren.

## Resultat
| Plc     | Nr | Förare          | Team/ bilägare              | Konstruktör | Start | Varv | Ledda varv |
| ------- | -- | --------------- | --------------------------- | ----------- | ----- | ---- | ---------- |
| 1       | 6  | David Pearson   | Cotton Owens                | Dodge       | 1     | 300  | 242        |
| 2       | 87 | Buck Baker      | Buck Baker Racing           | Oldsmobile  | 10    | 295  | 0          |
| 3       | 1  | Paul Lewis      | Paul Lewis                  | Plymouth    | 5     | 295  | 0          |
| 4       | 47 | Curtis Turner   | Toy Bolton                  | Chevrolet   | 8     | 292  | 0          |
| 5       | 64 | Elmo Langley    | Langley-Woodfield Racing    | Ford        | 11    | 286  | 0          |
| 6       | 95 | Bill Seifert    | Seifert Racing              | Ford        | 25    | 264  | 0          |
| 7       | 34 | Wendell Scott   | Scott Racing                | Ford        | 14    | 264  | 0          |
| 8       | 17 | Bob Cooper      | Toy Bolton                  | Chevrolet   | 20    | 159  | 0          |
| 9       | 92 | Hank Thomas     | W.S. Jenkins                | Ford        | 16    | 242  | 0          |
| 10      | 48 | James Hylton    | Bud Hartje                  | Dodge       | 4     | 237  | 0          |
| 11      | 50 | Darrell Bryant  | i.u.                        | Chevrolet   | 22    | 226  | 0          |
| 12      | 42 | Richard Petty   | Petty Enterprises           | Plymouth    | 3     | 220  | 27         |
| 13      | 20 | Clyde Lynn      | Negre Racing                | Ford        | 19    | 188  | 0          |
| 14      | 96 | Jimmy Helms     | Homer O'Dell                | Ford        | 27    | 183  | 0          |
| 15      | 26 | Junior Johnson  | Junior Johnson & Associates | Ford        | 2     | 176  | 31         |
| 16      | 19 | J.T. Putney     | J.T. Putney                 | Chevrolet   | 6     | 171  | 0          |
| 17      | 97 | Henley Gray     | Gray Racing                 | Ford        | 24    | 164  | 0          |
| 18      | 88 | Neil Castles    | Buck Baker Racing           | Chevrolet   | 21    | 134  | 0          |
| 19      | 4  | John Sears      | DeWitt Racing               | Ford        | 7     | 127  | 0          |
| 20      | 2  | Bobby Allison   | J.D. Bracken                | Chevrolet   | 13    | 114  | 0          |
| 21      | 15 | Paul Dean Holt  | Lyle Stelter                | Ford        | 23    | 87   | 0          |
| 22      | 16 | Darel Dieringer | Bud Moore Engineering       | Mercury     | 9     | 80   | 0          |
| 23      | 67 | Buddy Arrington | Arrington Racing            | Dodge       | 17    | 67   | 0          |
| 24      | 70 | J.D. McDuffie   | McDuffie Racing             | Ford        | 15    | 40   | 0          |
| 25      | 72 | Bill Champion   | Champion Racing             | Ford        | 12    | 27   | 0          |
| 26      | 63 | Larry Manning   | Bob Adams                   | Plymouth    | 18    | 19   | 0          |
| 27      | 83 | Worth McMillion | Allen McMillion             | Pontiac     | 26    | 12   | 0          |
| 28      | 58 | Gene Hobby      | Gene Hobby                  | Dodge       | 28    | 7    | 0          |
| 29      | 80 | G.T. Nolan      | Allen McMillion             | Pontiac     | 29    | 6    | 0          |
| Källor: |    |                 |                             |             |       |      |            |